# النظام يقتلنا

النظام يقتلنا هو اسم حركة احتجاج بلغارية وجمعية للأمهات والأوصياء القانونيين للأطفال ذوي الإعاقة، وتناضل من أجل حقوق الإعاقة والدعم الحكومي للأشخاص ذوي الإعاقة.
ويستخدم العلم الأسود، الذي يرمز إلى الموت والحداد، كرمز رسمي له.
تتمحور أهداف الحركة حول تأمين إعانات حكومية للأشخاص ذوي الإعاقة وأسرهم، وخاصةً لأفراد الأسرة المسؤولين عن رعاية أطفالهم ذوي الإعاقة. ووفقًا للحركة، يحتاج حوالي 77 ألف شخص في بلغاريا إلى دعم حكومي لضمان حياة كريمة.

## تاريخ
مؤسسة
تأسست الحركة في 18 أبريل/نيسان 2018، في خضم احتجاج غير رسمي للمطالبة بدعم الدولة للأشخاص ذوي الإعاقة. وكان هذا الاحتجاج، وهو السادس من نوعه حتى الآن، بمثابة الأساس لحركة "النظام يقتلنا"، حيث ارتدى المتظاهرون قمصانًا سوداء تحمل اسم الحركة.
احتجاجات أبريل 2018
في احتجاجات 18 أبريل، توجه المتظاهرون للقاء زعيمة الحزب الاشتراكي البلغاري المعارض، كورنيليا نينوفا. لكن نائب رئيس الجمعية الوطنية المعين من الحكومة، إميل خريستوف، منعهم من دخولها.
بعد ذلك بوقت قصير، أيّد نجم التلفزيون سلافي تريفونوف الحركة، وصاغت الحركة قانونًا للمساعدة الشخصية، وطالبت الحكومة بتوقيعه. أدى ذلك إلى استقالة وزير الشؤون الاجتماعية في الحكومة بشكل مفاجئ. وبعد مفاوضات، أُعيد تعيينه في منصبه خلال 24 ساعة، ووعد بالعمل على ثلاثة قوانين مختلفة لتلبية احتياجات الحركة.
بحلول شهر أكتوبر، حظيت حركة الاحتجاج بدعم كامل من الاشتراكيين المعارضين، مما دفع حزب GERB الحاكم إلى البدء في مفاوضات مع النظام يقتلنا ، من أجل تجنب إثارة المزيد من المعارضة.
وعد وزير المالية الحكومي فلاديسلاف غورانوف بقبول جميع القوانين الثلاثة المقترحة. إلا أن نائب رئيس الوزراء فاليري سيميونوف أبدى معارضته العلنية للتنازلات على التلفزيون الوطني، واصفًا أعضاء الجمعية بـ"النساء اللئيمات" و"أطفالهن المرضى". أدى هذا إلى تضاعف عدد المتظاهرين في مسيرات الحركة ثلاثة أضعاف، مما دفع الحكومة إلى إقالة سيميونوف من منصبه في 16 نوفمبر/تشرين الثاني من العام نفسه.
بعد ذلك بوقت قصير، صدر قانونان بالتنازل - قانون للمساعدات الشخصية وقانون للإعاقة. إلا أن الجمعية ظلت مستاءة من قرار الحكومة بتعديل شروط الإعاقة بموجب القوانين الجديدة، وهددت بمزيد من الاحتجاجات.
ينقسم
خلال احتجاجات عام ٢٠١٨، نمت حركة الاحتجاج تدريجيًا لتقودها امرأة تُدعى فيرا إيفانوفا. دفع هذا مجموعة من الأعضاء الآخرين إلى إنشاء جماعة منافسة لها نفس الأهداف، أُطلق عليها اسم "النظام يقتلنا جميعًا ". أُصبحت هذه الحركة الجديدة منظمة غير حكومية رسميًا في ١٠ ديسمبر ٢٠١٨، وعُيّنت مايا ستويتسيفا قائدةً لها.
احتجاجات مايو 2020
في مايو 2020، انضمت الحركة إلى منظمة Izpravise.BG، وهي منصة مدنية تقودها أمينة المظالم السابقة مايا مانولوفا، لمطالبة الحكومة باعتماد خطة للتعامل مع الآثار الاقتصادية لجائحة كوفيد-19 في بلغاريا . ونظمت الحركتان احتجاجات مشتركة في مركز مدينة صوفيا لهذا الغرض.
احتجاجات أغسطس 2020
في الأول من أغسطس/آب 2020، انضمت حركة "النظام يقتلنا" رسميًا إلى الاحتجاجات البلغارية لعامي 2020 و2021 ضد حكومة رئيس الوزراء بويكو بوريسوف. نظموا مسيرةً باتجاه منزل رئيس الوزراء بوريسوف في بانكيا، وحاولوا لاحقًا قيادة شاحنة صغيرة إلى الساحة المركزية في صوفيا. منعت قوات الشرطة الشاحنة من الوصول إلى وجهتها قرب مبنى رئاسة جامعة صوفيا. صرّح المتحدث باسم حركة "النظام يقتلنا " بأنهم سيُبقون مسارات احتجاجهم سريةً، خشية انتقام جناح الشباب في الحزب الحاكم، زاعمًا أن الجناح هدد بوضع مسامير وزجاج مكسور على الطريق لتفجير إطارات سياراتهم، حتى لا "يُزعجوا رئيس الوزراء". ردّ وزير الشؤون الاجتماعية الحكومي واصفًا احتجاجهم بأنه "استفزاز سياسي". بعد بضعة أيام، شنّت قوات الشرطة حملة قمع ضد المتظاهرين المناهضين للحكومة. وفي خضم عملية التفتيش التي قامت بها الشرطة، تم الاستيلاء على شاحنة المنظمة وحجزها، في حين تم تغريم مالكها القانوني.